# Moskee van de Metgezellen
De Moskee van de Metgezellen (Arabisch: مَسْجِد ٱلصَّحَابَة, geromaniseerd: Masjid aṣ-Ṣaḥābah) is een moskee in de kuststad Massawa, Eritrea. Het dateert uit het begin van de 7e eeuw na Christus en wordt verondersteld de eerste moskee te zijn die in Afrika is gebouwd.

## Geschiedenis
De moskee werd naar verluidt gebouwd door metgezellen van de islamitische profeet Mohammed die naar Afrika reisden om de vervolging door polytheïstische mensen in de Mekka, het huidige Saoedi-Arabië, te ontvluchten. Het kan gebouwd zijn in de jaren 620 of 630. De Moskee van Quba, de eerste moskee gebouwd door de profeet Mohammed, in wat nu Medina is, dateert uit ongeveer dezelfde tijd. De huidige structuur is van veel latere constructie, aangezien sommige kenmerken, zoals de mihrab (eind 7e eeuw) en de minaret (9e eeuw), zich pas later in de islamitische architectuur ontwikkelden.